# Cesi
|  | Per a altres significats, vegeu «Cesi (desambiguació)». |

El cesi és l'element químic de símbol Cs i nombre atòmic 55. Pertany al grup dels metalls alcalins (grup 1 de la taula periòdica). És l'element més electropositiu de la taula periòdica. Fou el primer element descobert mitjançant espectroscòpia. Els descobridors foren els alemanys Robert Bunsen i Gustav Kirchhoff el 1860. El seu únic isòtop natural és el de cesi 133, que és utilitzat per a definir el segon. El cesi 137 és un isòtop que es produeix en els reactors de fissió nuclear i és un dels principals contaminats en els accidents nuclears.

## Història

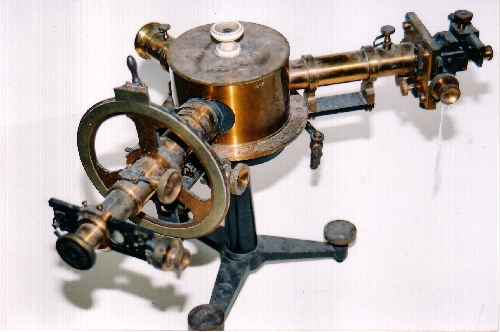
Espectroscopi.

El cesi fou descobert pel químic Robert Bunsen (1811–1899) i pel físic Gustav Kirchhoff (1824–1887) l'any 1860 a l'aigua mineral Dürkheim, Alemanya. Recolliren uns 30 000 litres d'aigua mineral que bulliren, i de la qual separaren les sals de liti, sodi, potassi, magnesi, calci i estronci. El líquid restant es ruixà en una flama d'un bec Bunsen i la llum produïda s'analitzà mitjançant un espectroscopi, mostrant dues línies blaves molt juntes. Això no s'havia vist mai, així que Bunsen i Kirchhoff deduïren de seguida que havien topat amb un element fins aleshores desconegut. Sabent que hi era, finalment foren capaços d'extreure mostres del metall.
Els dos científics escolliren el nom derivat del llatí caesius, que significa 'blau cel', a causa de les línies blaves brillants que s'observaven en el seu espectre. El cesi fou el primer element descobert mitjançant l'espectroscòpia, només un any després de la invenció de l'espectroscopi per Bunsen i Kirchhoff.

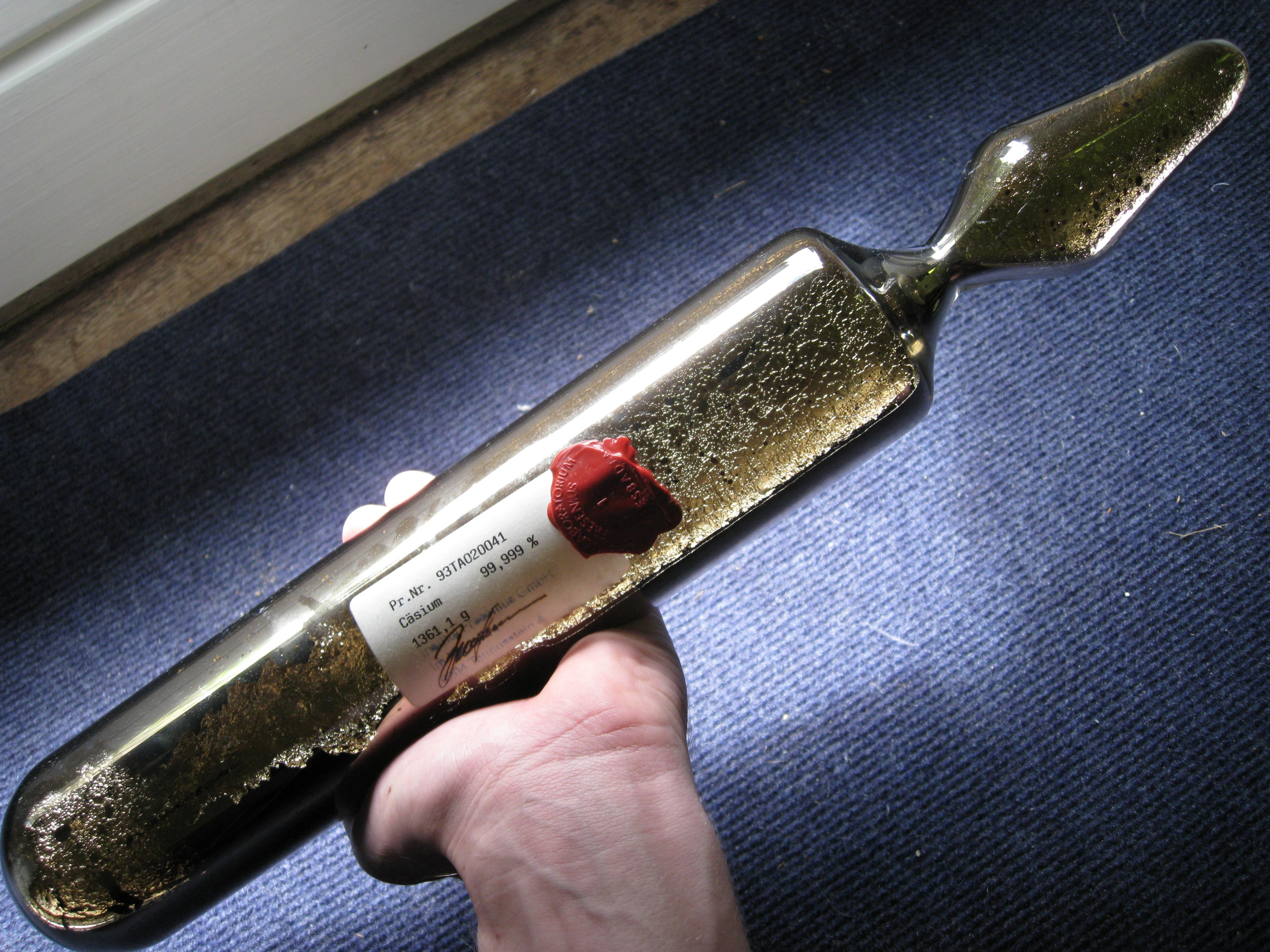
Cesi 133 pur (99,999 %).

L'any 1967 s'estableix en la conferència de pesos i mesures a París que un segon és igual a 9 192 631 770 períodes de radiació corresponent a la transició entre els dos nivells hiperfins de l'estat fonamental de l'isòtop 133 de l'àtom de cesi (133Cs), mesurats a 0 K.

## Abundància i obtenció
El cesi no és gaire abundant a l'escorça terrestre, hi ha només 7 parts per milió, la qual cosa fa que estigui situat en la posició 46a pel que fa a abundància. En els sols i en l'aigua es troba en concentracions molt baixes, 0,1–5 ppb i 0,3 ppb, respectivament. No n'hi ha a l'atmosfera.

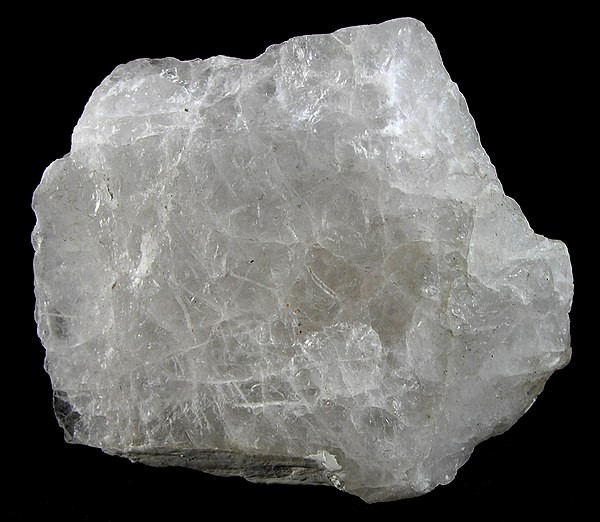
Pol·lucita.

El cesi es troba a la lepidolita, la pol·lucita {\displaystyle {\ce {Cs(Si2Al)O6\!.\!nH2O}}} i en altres fonts. No hi ha fonts oficials de dades de producció de cesi. Les reserves s'estimen en funció de l'aparició de pol·lucita, la majoria conté entre un 5 % i un 32 % d'òxid de cesi. S'estima que Austràlia, Canadà, Xina i Namíbia tenen unes reserves inferiors a 200 000 tones.
Es pot aïllar el cesi per electròlisi del cianur {\displaystyle {\ce {CsCN}}} fos i per una sèrie d'altres mètodes. Es pot preparar cesi molt pur i lliure de gas mitjançant la descomposició tèrmica de l'azida de cesi {\displaystyle {\ce {CsN3}}}.

## Característiques

### Característiques físiques
El cesi és un metall tou, lleuger i de baix punt de fusió, 29 °C, un punt d'ebullició de 685 °C i una densitat d'1,892 g/cm³. Cristal·litza en una estructura cúbica centrada en el cos.

### Característiques químiques

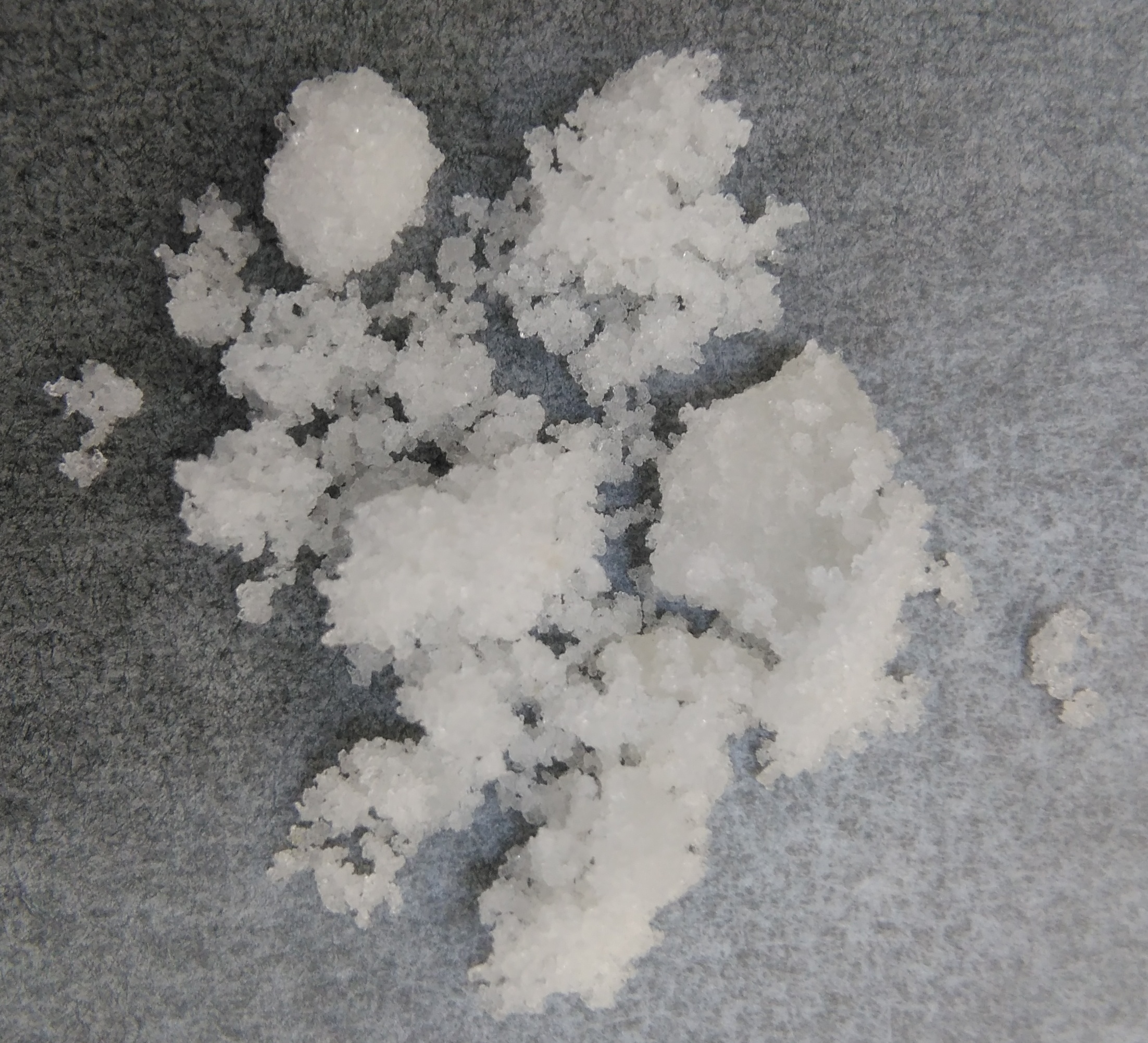
Hidròxid de cesi—aigua(1/1) CsOH.H2O.

És el més reactiu i menys electronegatiu de tots els elements de la taula periòdica. A l'escala de Pauling l'electronegativitat del cesi val 0,79. En reaccionar perd el seu únic electró de valència (configuració [Xe] 6s1) i forma enllaços iònics amb gairebé tots els anions inorgànics i orgànics. L'hidròxid de cesi {\displaystyle {\ce {CsOH}}}, que conté l'anió hidròxid {\displaystyle {\ce {OH-}}}, és la base més forta que es coneix, ataca fins i tot el vidre. El cesi forma una sèrie d'amalgames de mercuri. A causa de l'augment del volum específic de cesi, en comparació amb els metalls alcalins més lleugers, hi ha una menor tendència a formar sistemes d'aliatge amb altres metalls. El rubidi i el cesi són miscibles en totes les proporcions i tenen una solubilitat sòlida completa; s'assoleix un punt de fusió mínim de 9 °C.

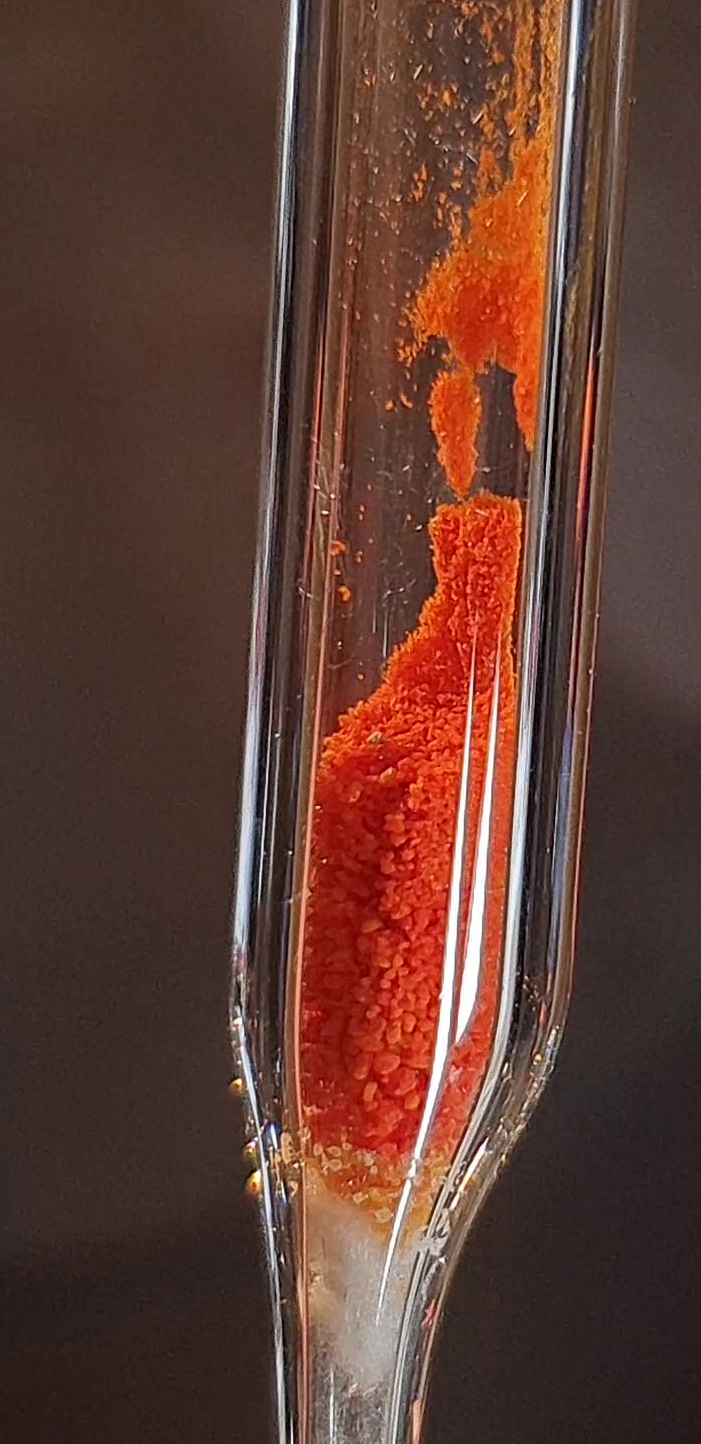
Superòxid de cesi CsO2.

El cesi és molt tou i es talla fàcilment deixant una superfície brillant. No obstant això, aquesta superfície aviat perd llustre a causa de la reacció amb l'oxigen i la humitat de l'aire. Si el cesi es crema a l'aire, el resultat és principalment la formació de superòxid de cesi, de color taronja, segons la següent reacció:
.{\displaystyle {\ce {Cs + O2 -> CsO2}}}
El cesi reacciona ràpidament amb l'aigua per formar una solució incolora d'hidròxid de cesi i hidrogen gasós. La solució resultant és bàsica a causa de l'hidròxid dissolt. La reacció és molt exotèrmica. La reacció és tan ràpida que si la reacció es porta a terme en un recipient de vidre, el recipient de vidre es trenca. Encara que no se sap amb certesa, la reacció és probablement més lenta que la del franci (immediatament per sota del cesi a la taula periòdica). La reacció és més ràpida que la del rubidi (immediatament per sobre del cesi a la taula periòdica).
{\displaystyle {\ce {Cs + H2O -> CsOH + 1/2 H2}}}

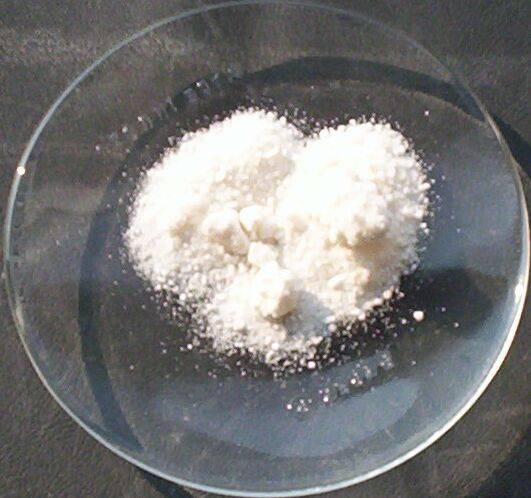
Clorur de cesi CsCl.

El cesi reacciona vigorosament amb tots els halògens per formar halogenurs de cesi. Així, reacciona amb fluor, clor, brom i iode, per formar respectivament bromur de cesi, clorur de cesi, bromur de cesi i iodur de cesi, tots de color blanc:
{\displaystyle {\ce {2Cs + F2 -> 2CsF}}}{\displaystyle {\ce {2Cs + Cl2 -> 2CsCl}}}{\displaystyle {\ce {2Cs + Br2 -> 2CsBr}}}{\displaystyle {\ce {2Cs + I2 -> 2CsI}}}
El cesi es dissol fàcilment en àcid sulfúric diluït per formar solucions que contenen el catió cesi(1+) juntament amb el gas hidrogen:
{\displaystyle {\ce {2Cs + H2SO4 -> 2Cs+ + SO4^2- + H2}}}

## Isòtops

Desintegracions del cesi 137.

El cesi té un total de 52 isòtops coneguts, alguns d'ells sintetitzats a partir d'elements més lleugers per processos de captura electrònica lenta S-process dins d'estrelles velles, així com a explosions de supernova R-process. El cesi natural consisteix completament en l'isòtop no radioactiu cesi 133. S'han preparat un gran nombre d'isòtops radioactius des del cesi 112 fins al cesi 145. Aquests radionúclids tenen un ampli rang de vides mitjanes que van des d'uns 0,57 segons (cesi 114) fins a uns 3 × 106 anys (cesi 135). El cesi 137 és útil en radiologia mèdica i industrial a causa de la seva llarga vida mitjana de 30,17 anys. El rendiment del cesi 137 en les reaccions nuclears de fissió és relativament alt, se'n produeixen uns 6 àtoms per cada 100 esdeveniments de fissió. El cesi 137 es desintegra per emissió {\displaystyle {\ce {\beta^{-}}}} a bari 137 estable ({\displaystyle {\ce {^137Cs -> ^137Ba + \beta^{-}}}}) o a una forma metaestable de bari (bari 137m). L'isòtop metaestable (bari 137m) es converteix ràpidament en bari 137 estable (vida mitjana d'uns 2 minuts) acompanyat d'emissió de raigs gamma, l'energia dels quals és de 0,662 MeV. El primer mode de desintegració {\displaystyle {\ce {\beta^{-}}}} que forma bari 137m representa aproximadament el 95 % de la intensitat total, mentre que el segon mode representa aproximadament el 5%.
Com a component principal de les precipitacions nuclears i com a producte de rebuig sobrant de la producció de plutoni i altres combustibles nuclears enriquits, el cesi 137 presenta un perill ambiental. L'eliminació de cesi radioactiu del sòl contaminat als llocs de producció d'armes nuclears, com ara el Laboratori Nacional d'Oak Ridge a Oak Ridge (Tennessee) és un esforç de neteja important.

## Aplicacions

### Indústria química
El formiat de cesi s'utilitza com a fluid de perforació en els pous d'extracció de petroli; lubrica l'eina de perforació, manté una pressió constant al terreny i ajuda a extreure'n el detritus.

### Indústria elèctrica
Per la seva característica d'element fotosensible que converteix la llum en flux d'electrons (electricitat) el cesi metàl·lic s'usa en cèl·lules fotoelèctriques, instruments espectrogràfics, comptadors de centelleig, bulbs de ràdio, llums militars de senyals infraroigs i diversos aparells òptics i de detecció.

### Indústria nuclear i d'altres
L'isòtop cesi 137, amb un període de semidesintegració de trenta anys, s'utilitza en petites quantitats per a calibrar equips de detecció de radiacions. Industrialment, es fa servir per a mesurar cabals de líquid i gruixos de materials, com ara el paper. També és el principal traçador radioactiu per valorar l'erosió d'un terreny, fet que permet emprar-lo en estratègies de conservació i restauració de sòls.

### Medicina
Les sals de cesi s'han fet ús en medicina com a agents antixoc després de l'administració de drogues d'arsènic. L'isòtop 137Cs s'utilitza habitualment, pel que fa a l'àmbit clínic, en procediments de braquiteràpia per al tractament del càncer en petites capsuletes, anomenades llavors, que s'introdueixen dins de les zones amb tumor.

### Indústria electrònica

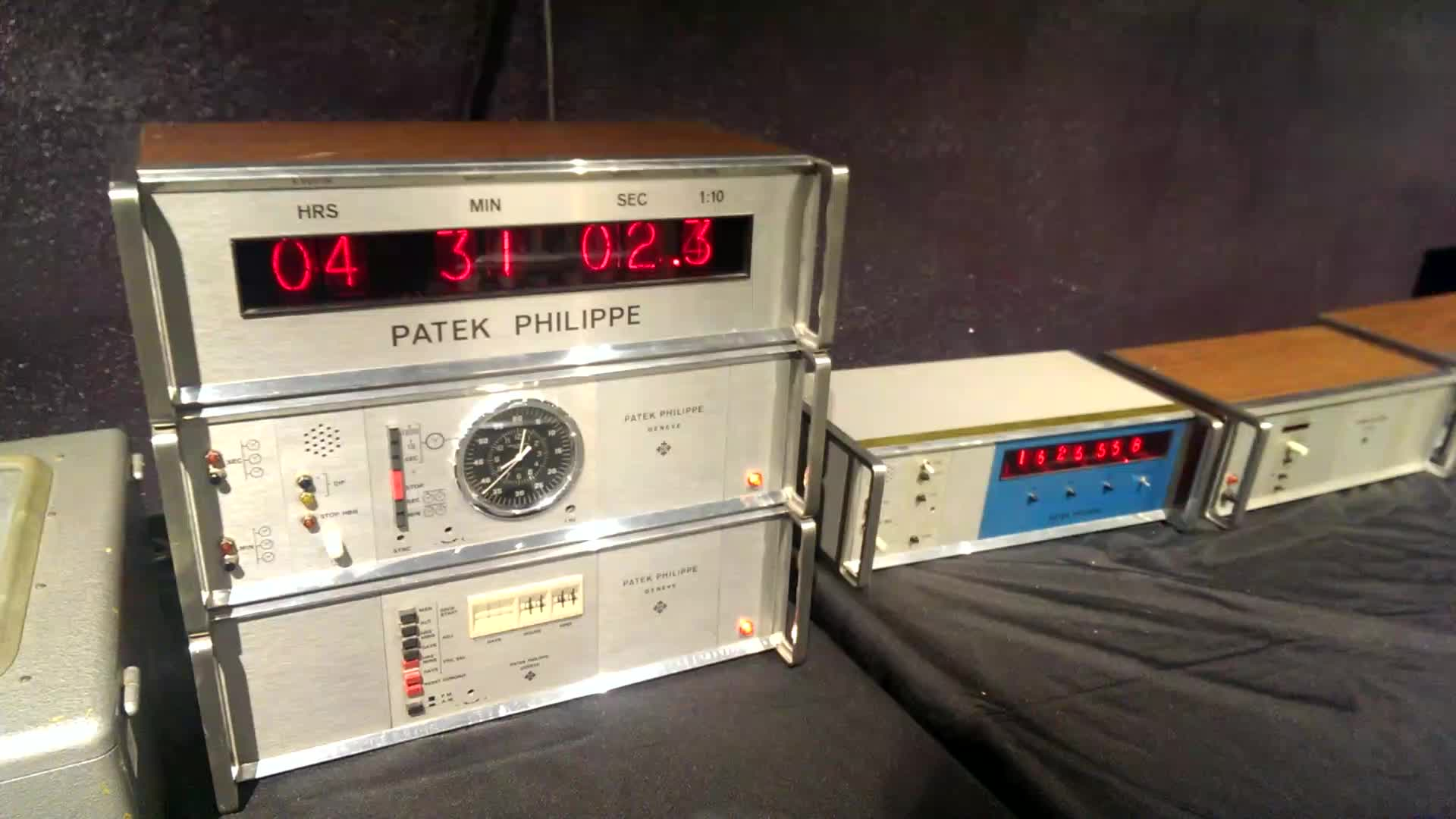
Rellotge atòmic

És el component principal dels rellotges atòmics de cesi, els més precisos del món, que fan servir com a punt de referència la freqüència de vibració del cesi 133, amb un error d'un nanosegon per dia. Es fan servir per a controlar la freqüència d'estacions de televisió i telefonia, i també en els sistemes de posicionament global (GPS). També es fan servir en la fabricació dels fotomultiplicadors (detectors de raigs X) dels escàners dels hospitals (TAC).

### Altres
Els compostos de cesi s'usen en la producció de vidre i ceràmica, com absorbents en plantes de purificació de diòxid de carboni, en microquímica.

## Efectes nocius
El cesi no té cap funció biològica. No obstant això, és capaç de substituir el potassi en el cos fins a cert punt a causa de la seva similitud química. Per tant, s'ha d'evitar la ingestió de qualsevol compost de cesi. A causa d'aquesta similitud, els isòtops Cs-134 i Cs-137 (presents a la biosfera en petites quantitats a conseqüència de les fuites de radiació) són molt tòxics. Les rates alimentades amb cesi en lloc de potassi en la seva dieta moren. Els humans poden estar exposats al cesi per respiració o ingerir amb aliments i begudes. En l'aire els nivells de cesi són generalment baixos, però el cesi radioactiu s'ha detectat en alguns nivells en aigües superficials i en molts tipus de menjars.

Zones contaminades per cesi 137 després de l'accident de Txernòbil.

La quantitat de cesi en menjars i aigua depèn de l'emissió de cesi radioactiu de plantes d'energia nuclear, majoritàriament a través d'accidents. Els darrers foren els accidents de Txornòbil el 1986 i Fukushima el 2011. Alguns treballadors especialitzats de la indústria de l'energia nuclear ho fa en ambients amb alts nivells de cesi, però es prenen moltes mesures de seguretat per prevenir-los de la seva exposició.
Quan hi ha contacte amb cesi radioactiu, una cosa altament improbable, la persona pot experimentar dany cel·lular a causa de la radiació emesa per les partícules del cesi. Això pot portar com a conseqüència efectes com nàusees, vòmits, diarrees i hemorràgies. Si l'exposició és llarga, la gent pot perdre el coneixement, entrar a coma o, fins i tot, morir.
El cesi es troba en la natura principalment a causa de l'erosió i desgast de roques i minerals. També s'allibera a l'aire, l'aigua i al sòl a través de la mineria i fàbriques de minerals.
El cesi en l'aire pot viatjar llargues distàncies abans de precipitar-se en la terra. La majoria dels compostos del cesi són molt solubles en aigua. El cesi no s'elimina per l'aigua subterrània, sinó que roman en les capes superiors del sòl i s'uneix fortament a les seves partícules i per tant, no pot ser absorbit per les arrels de les plantes, l'única via d'entrada és en caure sobre les fulles.